# Метод совпадений
Метод совпадений и антисовпадений — позволяет регистрировать частицы с заданной между ними корреляцией в пространстве и времени.
Метод был впервые использован Вальтером Боте в эксперименте по изучению эффекта Комптона в 1924 году. В 1954 году «за метод совпадений для обнаружения космических лучей и сделанные в связи с этим открытия» Боте получил Нобелевскую премию по физике.
Устройство, реализующее метод совпадений, называется схемой совпадений. Одна из основных характеристик схемы — время разрешения. Оно определяется как некоторый интервал времени τ c точностью, до которой схема совпадений устанавливает одновременность событий. Время разрешения называют электрическим, если оно характеризует непосредственно схему совпадений, и физическим, если оно определяет всю установку совпадений в целом.

## Примеры использования
Для определения числа частиц, имеющих определенное направление, части применяют установку, состояющую из двух или нескольких счетчиков, подключенных к схеме совпадений, — так называемый телескоп. На пути частицы ставят счетчики. Задача схемы совпадений — выделить события когда сигнал поступает от всех счетчиков, то есть когда через них прошла интересующая нас частица, то есть в выделенном телескопическом угле. Так как электронные системы могут устанавливать одновременность событий лишь с некоторой конечной точностью, то возможны случаи совпадений от разных частиц (случайные совпадения). Как правило, вероятность этого мала, но иногда её приходится учитывать.
Метод антисовпадений применяют в установке для регистрации очень малых активностей. В такой установке детектор должен быть хорошо защищен от внешних излучений. Однако, свинцовая и бетонная защита не могут полностью исключить попадания в детектор космических лучей и других проникающих излучений. Поэтому установку защищают ковром из счетчиков, которые вместе с детектором, регистрирующим излучение исследуемого образца, подключают к схеме антисовпадений. Задача схемы антисовпадений заключается в том, чтобы на выходе её появлялся сигнал, когда поступает импульс от внутреннего детектора, и чтобы сигнала на выходе не было, когда на входы приходят одновременно импульсы от внутреннего детектора и от «ковра» счетчиков. Таким образом, исключается регистрация внешнего излучения.

## Классификация схем совпадений
Обозначая x(t) и y(t) входные импульсы, а f(x, y) — реакция выхода, схемы совпадений можно разделить на 4 основные группы.
1. Схемы, основанные на нелинейном сложении. f(x, y)~Ф(x, y)-[Ф(x)+Ф(y)], где Ф(x) и Ф(y) — характеристики нелинейных элементов (транзисторов и диодов, причем Ф(0)=0).
2. Схемы, основанные на умножении. f(x, y)~xy
3. Схемы выбора меньшего. В этих схемах выходной сигнал пропорционален меньшему из двух входных сигналов.
4. Фазовые схемы. В них выходной сигнал зависит только от фазы входных импульсов и не зависит от амплитуды.